# Округ Дикинсон (Канзас)
Округ Дикинсон (енгл. Dickinson County) је округ у америчкој савезној држави Канзас. По попису из 2010. године број становника је 19.754. Седиште округа је град Абилин.

## Демографија
Према попису становништва из 2010. у округу је живело 19.754 становника, што је 410 (2,1%) становника више него 2000. године.
| Група             | 2000.          | 2010.          |
| Белци             | 18.406 (95,2%) | 18.312 (92,7%) |
| Афроамериканци    | 113 (0,6%)     | 153 (0,8%)     |
| Азијати           | 58 (0,3%)      | 61 (0,3%)      |
| Хиспаноамериканци | 445 (2,3%)     | 769 (3,9%)     |
| Укупно            | 19.344         | 19.754         |